# II. Abdul-Hamid oszmán szultán

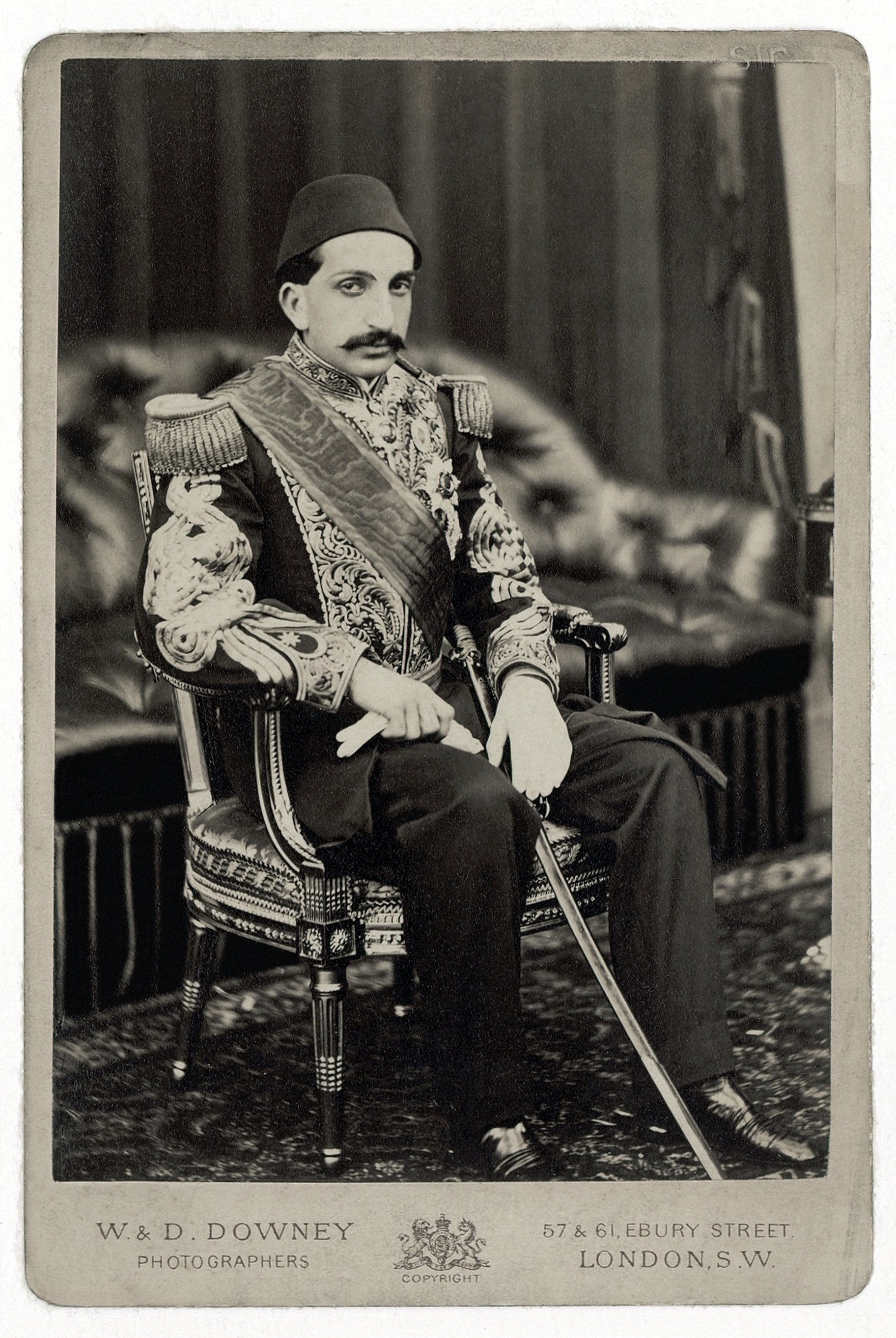
Abdül Hamid II

II. Abdul-Hamid oszmán szultán (oszmán törökül عبد الحميد ثانی `Abdü’l-Ḥamīd-i sânî, törökül: İkinci Abdülhamit; Isztambul, 1842. szeptember 21. – Isztambul, 1918. február 10.) az iszlám világ kalifája, 1876. augusztus 31. és 1909. április 27. között az Oszmán Birodalom szultánja.

## Uralkodása
1867-ben nagybátyja, Abdul-Aziz kísérőjeként Angliában és Franciaországban járt. Igyekezett bevezetni reformintézkedéseket, amelyekre a nyugati nagyhatalmak is biztatták. Trónra lépésekor kihirdette az első oszmán-török alkotmányt, belpolitikájában az oktatás területén fontos reformokat vezetett be. Az elemi, közép- és katonai-iskolákat kiterjesztették az egész birodalomra, szakiskolákat hoztak létre, és 1900-ban újjászervezett az Isztambuli Egyetem.
1877 elején vívták a törökök számára katasztrofális háborút Oroszországgal, amely után a San Stefanó-i békeszerződés értelmében az oszmánok területeket vesztettek, s amelyet részben a Berlini kongresszus felülbírált.
Politikai irányultságát tekintve egyre erősebben a Német Birodalom felé fordult, a németeket a Birodalom barátaiként kezelte. Német hadmérnököket alkalmazott a hadsereg újjászervezésére, és lépésenként kiépítette saját hatalmi rendszerét, melynek az volt célja, hogy minden az ő kezében összpontosuljon. 1881 decemberében kénytelen volt külföldről nagy összegű kölcsönt felvenni. Így az egyiptomi problémák és a görög határvillongások Montenegróban többé kevésbé simán zajlottak le.
Ennek során a szultánnak sikerült minisztereit ténylegesen titkárokká tenni. Az egész állami adminisztrációt szorosan a kezében tartotta. Területi gyarapodást is elkönyvelhetett, mivel megszerezte Krétát. A külföldi befolyás ellenére az utolsó pillanatig sikerült ellenállnia a nyugati hatalmak akaratának, és az agresszív kereszténységnek ellenálló iszlám bajnokának tekintette magát. A külföldiek jogait megkurtították, új vasútvonalakat építettek Mekka és Medina felé. Ez azonban nem sokat segített a rossz kormányzáson, és a szultán a Yıldız palotába barikádozta el magát, állandó halálfélelemben élve.
Mikor kitört az ifjú-török felkelés, a szultán azonnal visszaállította az  1875-ös felfüggesztett alkotmányt, és 1908. december 10-én beszédet tartott a parlamentben, ahol elmondta, hogy „az első parlament ideiglenesen lett feloszlatva, míg az oktatási szinvonal eléggé magas nem lesz a Birodalom területén”.
Ez sem mentette meg a szultánt a gyanúsításoktól, aminek eredményeképpen kitört forradalom 1909. április 27-én megfosztotta hatalmától, és Szalonikiben (rangját tiszteletben tartó) fogságba helyezték. 1912-től haláláig – itt is hunyt el – az isztambuli Beylerbeyi palota foglya volt.